# نحت خشب الزيتون في فلسطين

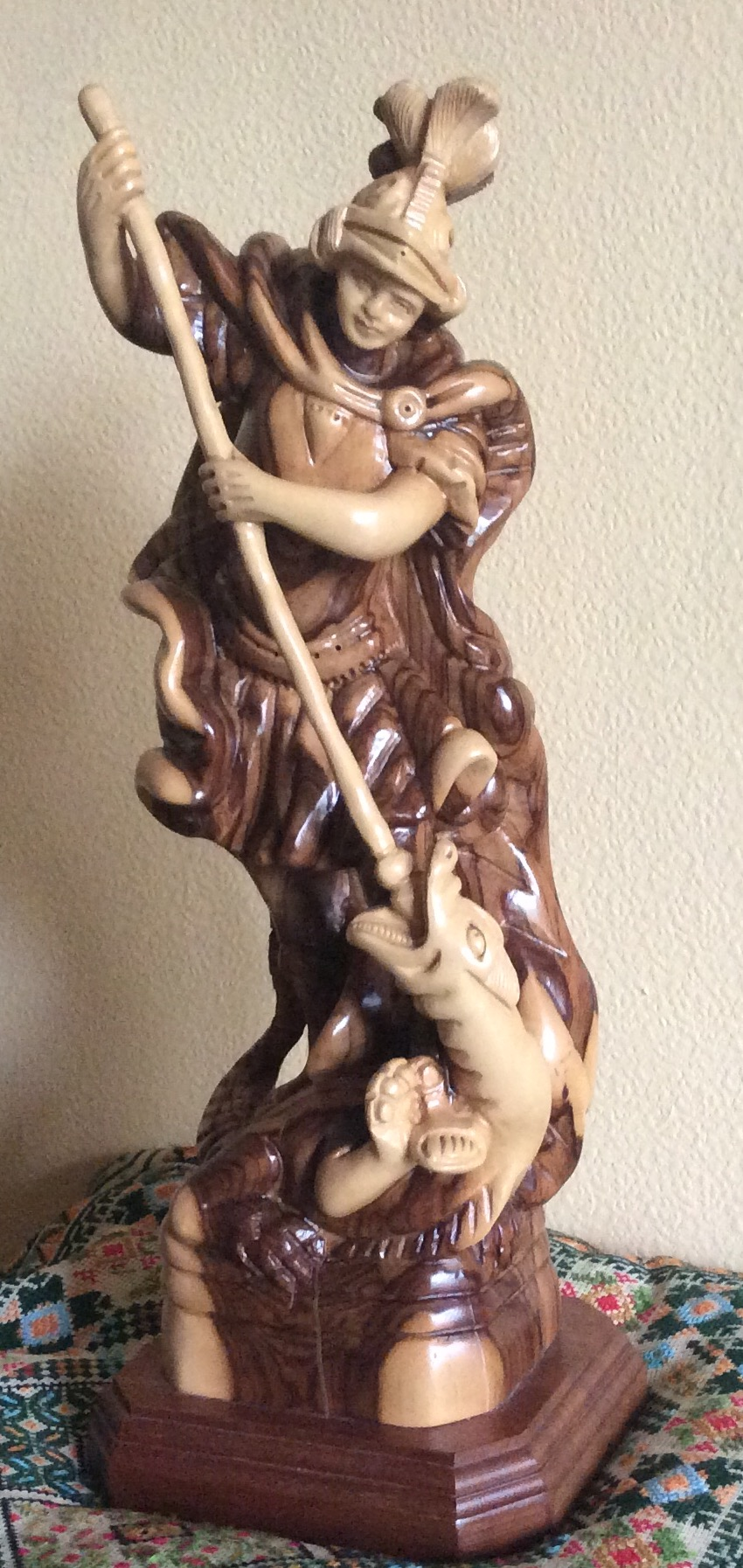
القديس جورج، مصنوع من خشب الزيتون بطول 35 سم. بيت ساحور 2012

نحت خشب الزيتون، هو حِرفة قديمة في فلسطين، ولا زالت مستمرة حتى يومنا هذا.

## تاريخه
بدأت ممارسة صناعة الحرف اليدوية في القرن الرابع الميلادي في ظل الحكم البيزنطي في بيت لحم، التي لا تزال المدينة الرئيسية التي تنتج هذه الحرفية، بعد بناء كنيسة المهد. علّم الرهبان الأرثوذكس اليونانيون السكان المحليين كيفية نحت خشب الزيتون. تطوّر الفن وأصبح صناعة رئيسية في بيت لحم والبلدات المجاورة لها، مثل بيت ساحور، وبيت جالا في القرنين السادس عشر والسابع عشر عندما علم الحرفيون الإيطاليون والفرنسيسكان الذين يقومون بالحج إلى المنطقة. منذ ذلك الحين، تمّ توارث الحرفة من جيل إلى جيل.
اليوم، لا يزال الفن يمثل مصدر دخل رئيسيًا لسكان بيت لحم الفلسطينيين المسيحيين، وهو المنتج السياحي الأكثر ربحية في المدينة؛ حيث يزور المشترون الرئيسيون الحجاج المسيحيين في وقت عيد الميلاد. تكون المنحوتات بأشكال مختلفة، فمنها: صلبان، وصناديق، وإطارات صور، وأغلفة للكتب التاريخية، والقديمة، وحاملي الشموع، ومسابح، وزخارف عيد الميلاد بالإضافة إلى مشاهد للعائلة المقدسة. يتم توفير أغصان خشب الزيتون بواسطة بساتين الزيتون في القرى المجاورة وكذلك من نابلس وطولكرم، على الرغم من صعوبة النقل في الضفة الغربية.

## عملية الإنتاج
تتطلب عملية إنتاج حرفة خشب الزيتون أعداد كبيرة من الأيادي العاملة، تتم عملية الإنتاج على مراحل متعددة. تُستخدم آلات الحفر في البداية للوصول إلى الشكل الأساسي المطلوب. تشكل المرحلة التالية 15% من العملية، على الرغم من أنه يلغي بعض جوانب النحت الأكثر صعوبة واستهلاكًا للوقت. بعد ذلك يتم تمرير القطعة على حرفي ماهر يقوم بتحويل المخطط التفصيلي إلى منتج نهائي من خلال إزميل التفاصيل. أخيرًا، يجب أن يتم صقل المادة النهائية، ثم تغطيتها بشمع الزيتون لإعطاء المجسم «لمعانًا طبيعيًا» وضمان المحافظة على المنتج لفترة طويلة. تستغرق العملية ما يصل إلى 45 يومًا. يتدرب الحرفيين من ست سنوات إلى سبع سنوات لكي يصبحوا محترفين.

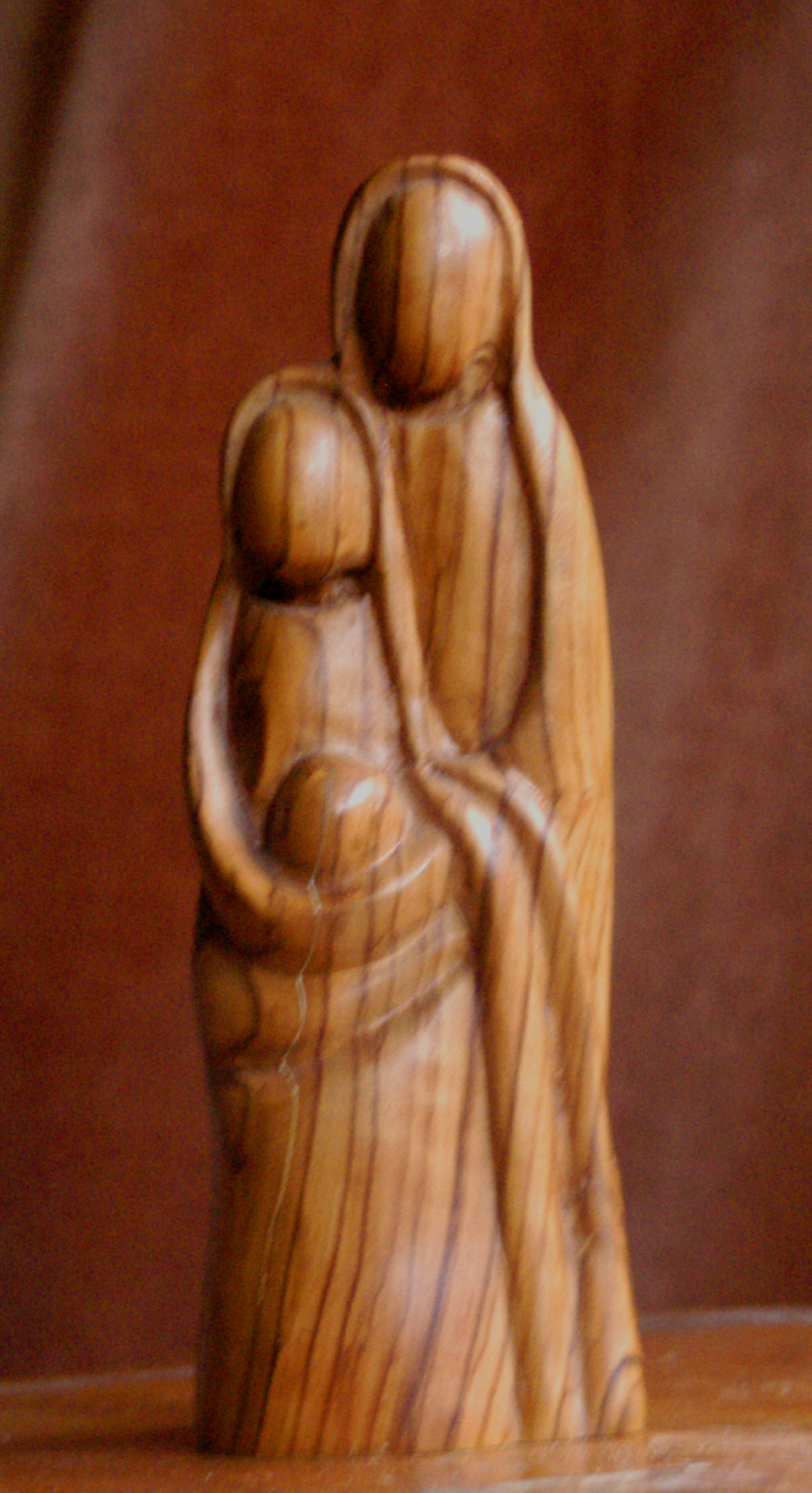
العائلة المقدسة مصنوعة من خشب الزيتون. بيت ساحور، 2000.

يتم استخدام خشب الزيتون؛ لأنه أسهل في نحته من الأخشاب الأخرى ويمكن أن تتم عملية النحت باستخدامه بدقة باستخدام أدوات يدوية بسيطة. أيضا، يمكن إضافة مجموعة متنوعة من الألوان الطبيعية. كما أنه مقاوم للتسوس ومتقبل لعدد من علاجات التسطيح. يستخدم خشب شجرة الزيتون على نطاق واسع في تصنيع مختلف الأعمال الفنية والدينية والتاريخية.